# Roman Sopiński
Roman Sopiński – polski lekarz z tytułem doktora.
Ukończył studia medyczne uzyskując stopień doktora. W okresie zaboru austriackiego w ramach autonomii galicyjskiej był lekarzem obwodowym w Bihaću. Pełniąc to stanowisko w 1901 został odznaczony Krzyżem Kawalerskim Orderu Franciszka Józefa.